# Route 500 (Terre-Neuve-et-Labrador)
Pour les articles homonymes, voir Route 500.
La route 500 est une route provinciale de la province canadienne de Terre-Neuve-et-Labrador entièrement située au Labrador. Elle est également appelée la route Trans-Québec–Labrador ou encore la route Translabradorienne. D'orientation est-ouest, elle relie la frontière du Québec à la ville de Happy Valley-Goose Bay sur une distance de 543 kilomètres. Elle commence à la route 389 près de Fermont, longe la fosse du Labrador (Labrador City, Wabush), le réservoir Ossokmanuan sur le plateau du Labrador, la centrale de Churchill Falls pour terminer à Happy Valley-Goose Bay près de la jonction de la route 510 qui forme son prolongement jusqu'au détroit de Belle Isle.

## Tracé
D'une longueur totale de 543 km, c'est l'une des routes les plus isolées en Amérique du Nord. Prévoir l'essence nécessaire entre les stations-service. Pendant la saison hivernale, le Labrador connaît régulièrement des alertes météo en raison du froid ou des précipitations de neige. Malgré tout, la route 500 est ouverte et entretenue à l'année.
La région est très sauvage et est infestée de juin à septembre par les taons qu'on appelle également au Québec mouche à cheval, mouche à chevreuil ou encore frappe-à-bord.

### Tronçon 1: Frontière duQuébecàLabrador City
- Distance : 18 km
- Surface : Asphaltée, bonne condition
- Durée : 20 min
Vitesse : 70-90 km/h
- Station-service : Labrador City et Wabush
- Restaurants : Labrador City et Wabush[4]
Motel : Labrador City et Wabush
Camping :

### Tronçon 2: Labrador City/Wabush àChurchill Falls
- Distance : 244 km
- Surface : Asphaltée
- Durée : 3 h 00
- Vitesse : 70 km/h
- Station-service : Churchill Falls
- Restaurants : Churchill Falls
- Motel : Churchill Falls

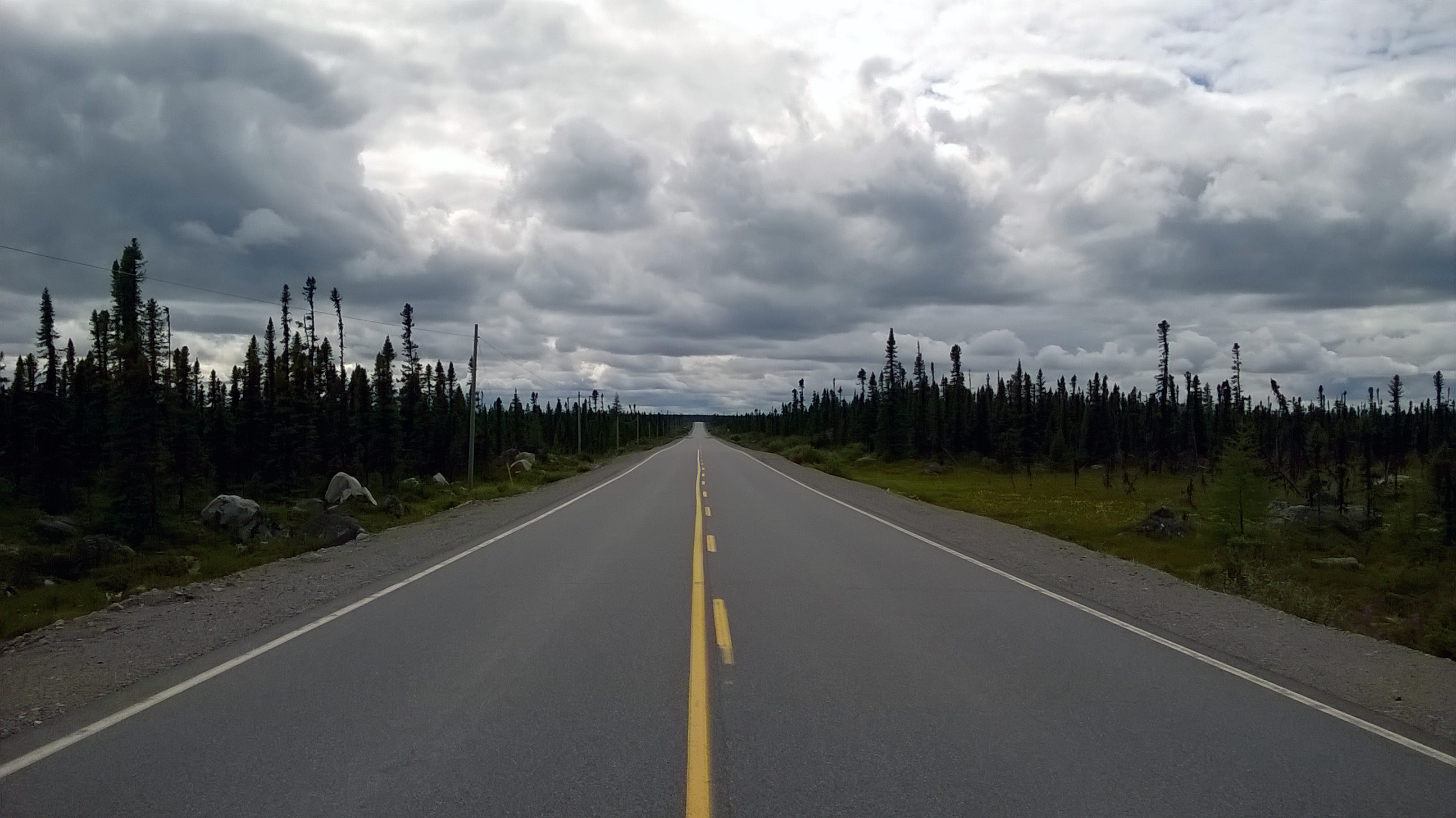
Route 500 entre Labrador City et Churchill Falls

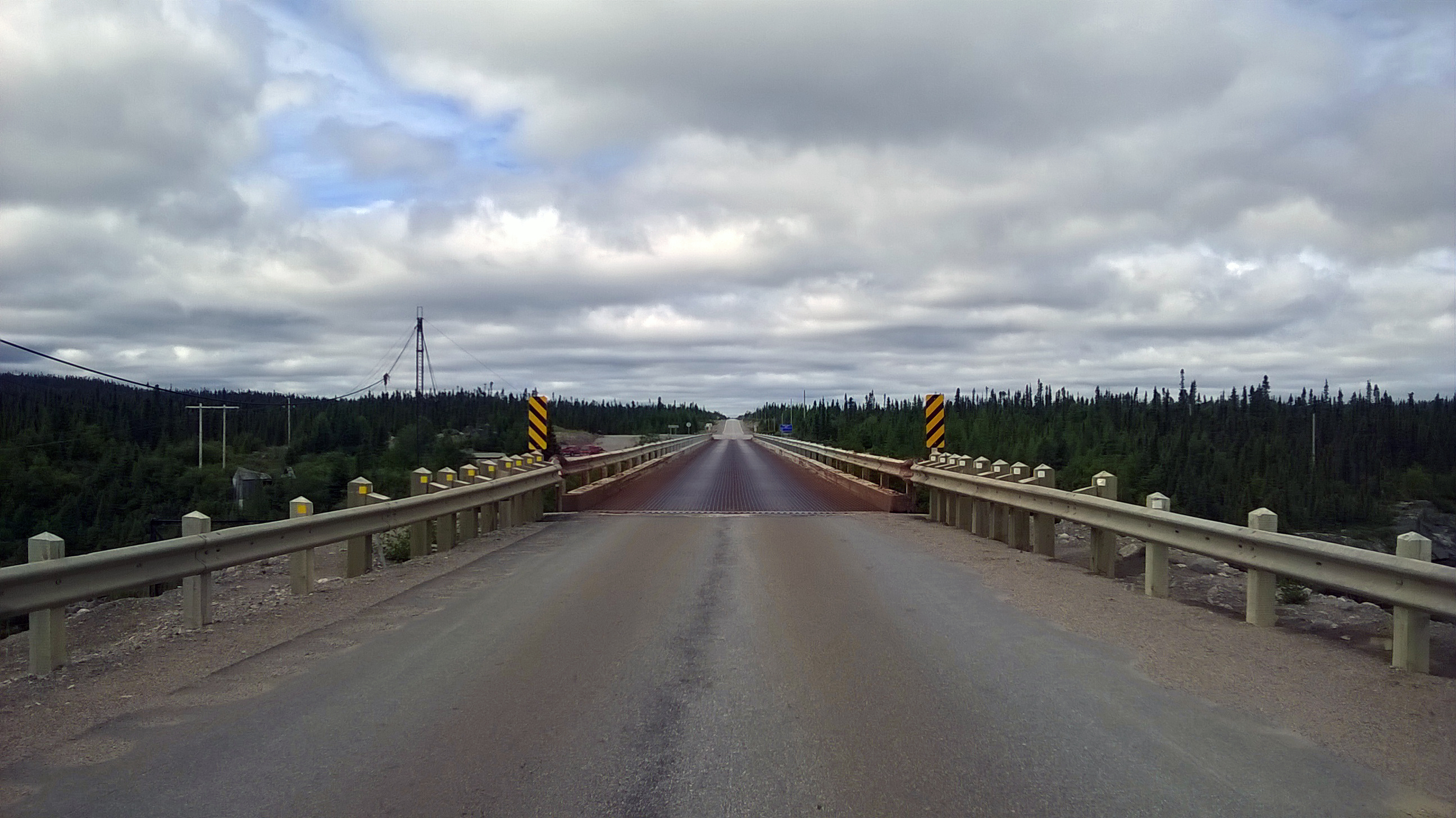
Pont de la route 500 au-dessus du fleuve Churchill

- Camping : À 45 km de Labrador City sur la route 500, le Grande Hermine Park[5]

### Tronçon 3: Churchill Falls àHappy Valley-Goose Bay
- Distance : 281 km
- Surface : Asphaltée, bonne condition
- Durée : 3 h 30
- Vitesse : 70 km/h
- Station-service : Happy Valley-Goose Bay
- Restaurants : Happy Valley-Goose Bay
- Motel : Happy Valley-Goose Bay
- Camping : Happy Valley-Goose Bay

À partir de Happy Valley-Goose Bay, la Trans-Québec–Labrador ou Translabradorienne devient la route 510 en direction de la mer du Labrador et du détroit de Belle Isle.

## Repères kilométriques
| Kilomètre | Description                                          | Services                        |
| 0         | Frontière entre Québec et Terre-Neuve-et-Labrador    | ND                              |
| 0         | Jonction avec la route 389 vers Baie-Comeau          | Tous les services (567 km)      |
| 17 à 19   | Labrador City                                        | Tous les services               |
| 21        | Jonction avec la route 503 vers Wabush               | Tous les services (3 km)        |
| 58        | Source d'eau (côté sud de la route)                  | Eau potable (à vos risques)     |
| 61        | Grande Hermine Campground                            | Camping                         |
| 140       | Centre d'entretien de la route                       | ND                              |
| 185       | Halte routière                                       | Poubelle                        |
| 239       | Bowdoin Canyon Trail (Chutes Churchill)              | Stationnement                   |
| 239       | Halte routière                                       | Poubelle                        |
| 261       | Jonction avec la rue John Cabot vers Churchill Falls | Tous les services (1 km)        |
| 263       | Jonction avec la rue John Cabot vers Churchill Falls | Tous les services (1 km)        |
| 403       | Centre d'entretien de la route                       | ND                              |
| 424       | Camp de travailleuses et travailleurs                | ND                              |
| 465       | Halte routière                                       | Poubelle                        |
| 506       | Halte routière                                       | Poubelle et table à pique-nique |
| 538       | Jonction avec la route 510 vers Port Hope Simpson    | Tous les services (390 km)      |
| 543       | Jonction avec la route 520 à Happy Valley-Goose Bay  | Tous les services               |

## Communautés traversées
- Labrador City
- Churchill Falls
- Happy Valley-Goose Bay